# Dibrugarh
Dibrugarh (en assamais : ডিব্ৰুগড়) est une ville de l’État d’Assam, en Inde. C’est la capitale du district de Dibrugarh et, avec 122 523 habitants, l’une des plus grandes villes d’Assam.
En 1950, le séisme de 1950 en Assam et au Tibet de magnitude 8,7 fait 1 530 victimes en Assam en Inde, 3 300 au Tibet, et modifia le cours du Brahmapoutre, entraînant la destruction des trois quarts de la ville. Reconstruite au fil des ans, elle se situe toujours sur la rive sud du fleuve.

## Géographie
Ses coordonnées géographiques exactes sont 27° 29′ N, 94° 54′ E. Son altitude moyenne est de 93 m.
La région de Dibrugarh constitue un des terroirs majeurs de la culture du thé noir de la vallée d'Assam,.

## Démographie
Au recensement de l’Inde de 2011, la ville de Dibrugarh comptait 154 296 habitants.
Les hommes représentaient 54 % de la population et les femmes 46 %. Le sex-ratio de la ville de Dibrugarh était de 961 pour 1 000 hommes.
Le taux d'alphabétisation moyen de Dibrugarh est de 89,5 %, ce qui est supérieur au taux d'alphabétisation moyen national.
Langues parlées à Dibrugarh (2011)
- assamais (41,62 %)
- bengali (23,51 %)
- hindi (21,39 %)
- népalais (1,04 %)
- autres (12,44 %)

À Dibrugarh, 9 % de la population a entre 0 et 6 ans et le taux d'enfants de filles est de 940 pour 1 000 garçons. La zone urbaine de Dibrugarh compte 154 296 habitants selon un recensement de 2011. Les zones métropolitaines de Dibrugarh comprennent Barbari (AMC AREA), Dibrugarh et Mahpowalimara Gohain Gaon.
La ville est peuplée à 54 % d’hommes et 46 % de femmes. Le taux d’alphabétisation est de 81 %, supérieur à la moyenne nationale de 59,5 %. 9 % de la population a moins de 6 ans..
La ville de Dibrugarh compte 154 296 habitants selon le recensement de 2011.
L’assamais est parlée par 64 223 personnes, le bengali par 36 283 personnes, le hindi par 33 011 personnes, le bhojpuri par 5 533 personnes, le népali à 1 609 et 11 911 personnes parlent d'autres langues.

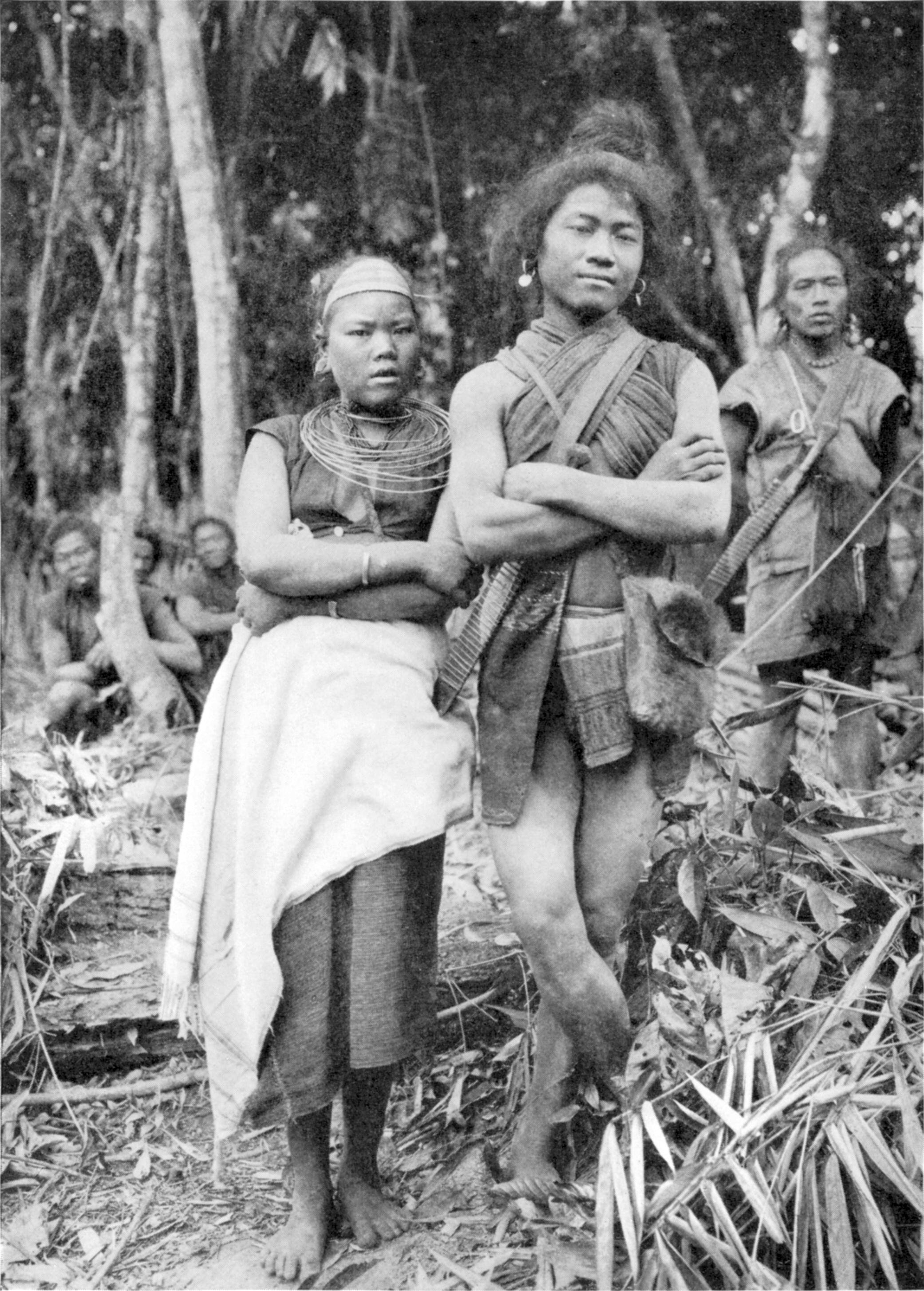
Des membres de l'ethnie Mishmi, à Dibrugarh (Assam), en 1922

## Transports

### Transport ferroviaire
Dibrugarh Town et Dibrugarh sont deux gares ferroviaires de la ville et également deux des gares ferroviaires les plus à l'est sur la carte des chemins de fer indiens reliées à certaines des villes indiennes importantes comme Bangalore, Chennai, Kochi, Trivandrum, Calcutta, Delhi, Kanyakumari par le réseau ferroviaire.
La nouvelle gare de Dibrugarh a été aménagée à la périphérie de la ville, à Banipur.
Elle se trouve sur le tronçon Lumding-Dibrugarh de la division ferroviaire de Tinsukia.
Il s'agit de la plus grande gare ferroviaire de tout le nord-est, s'étendant sur 400 bighas de terrain et s'étendant sur 2 km de long. Un parc de marchandises est également en cours de développement pour le chargement et le déchargement des marchandises, ainsi qu'un hangar pour camions, pouvant accueillir 25 camions simultanément.
La ville est un des terminus du train Dibrugarh-Kânyâkumârî Vivek Express qui la relie à Kânyâkumârî, au Tamil Nadu.

### Transport aérien
Dibrugarh dispose aussi d'un aéroport propre, qui est situé à 15 km de la ville, dans la localité de Mohanbari. La totalité des vols qui y sont assurés sont des vols intérieurs, qui desservent notamment Bombay, Delhi, Madras et Calcutta.
Les compagnies aériennes opérant à partir de l'aéroport sont Air India, IndiGo, Vistara, SpiceJet et Pawan Hans.
IndiGo relie quotidiennement Dibrugarh à Delhi via Calcutta et un autre sans escale à Delhi en retour via Guwahati. SpiceJet relie quotidiennement Dibrugarh à Guwahati et Calcutta.
En 2013, l'aéroport de Dibrugarh a été doté d'une installation d'atterrissage de nuit.

### Transport routier
Dibrugarh est traversée, entre-autres, par la route nationale 2, la route nationale 15 et la route nationale 215.

### Voies navigables

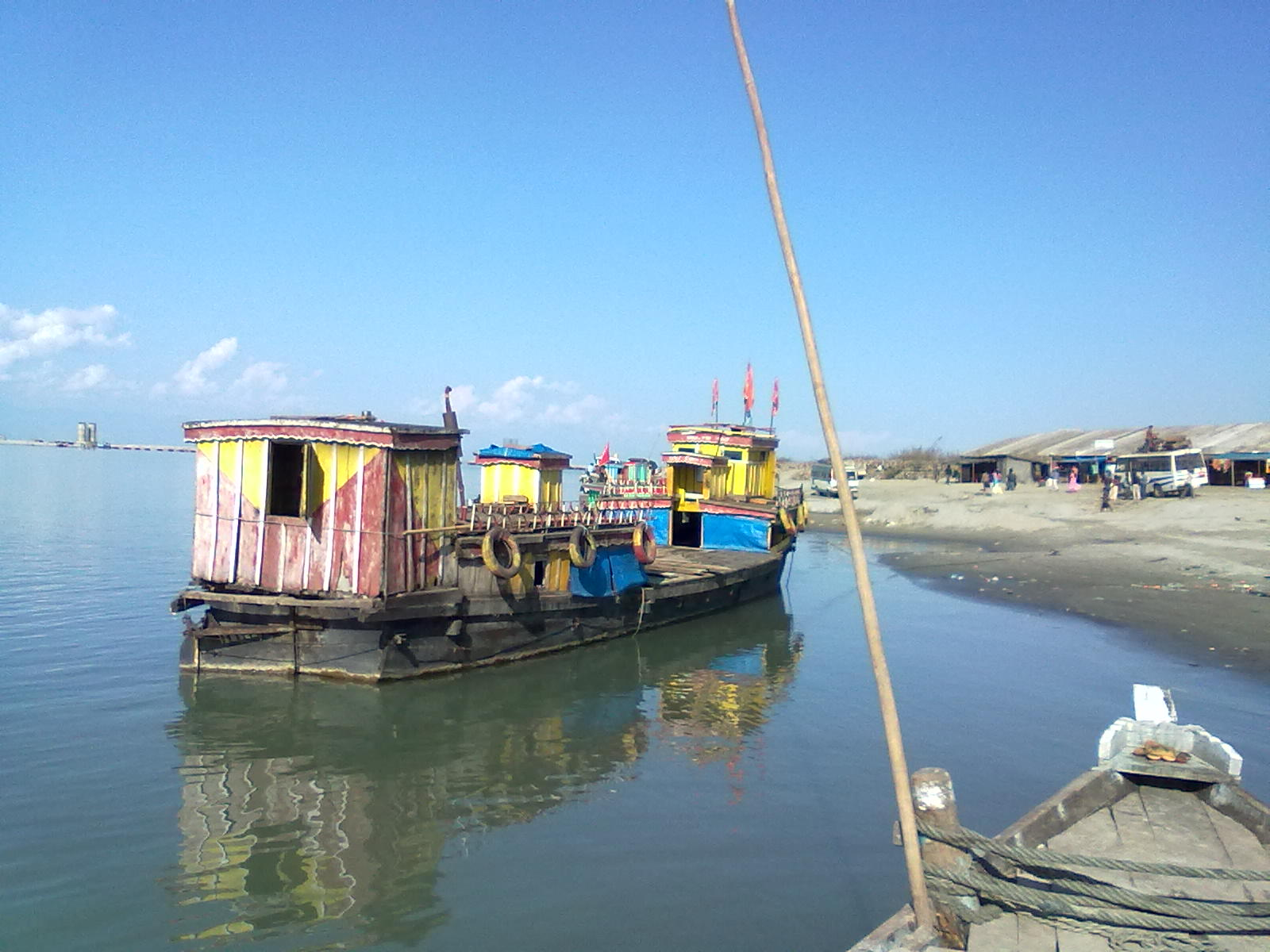
IWT Bogibeel Ghat

Dibrugarh dispose d un système de transport fluvial sur le fleuve Brahmapoutre, connu sous le nom de voie navigable nationale 2 qui s'étend de la frontière entre le Bangladesh et l'Inde jusqu'à Sadiya.
Des services de traversiers relient Dibrugarh à Sengajan (district de Dhemaji), Panbari (Dhemaji) et Oiram Ghat (près de Jonai Dhemaji).
Depuis Bogibeel IWT Ghat, il existe des services de traversiers réguliers vers Kareng Chapori et Sisi Mukh.
De plus, des services de croisière de luxe sont disponibles entre Dibrugarh et Guwahati.
La croisière vers Dibrugarh passe par Tezpur et le Parc national de Kaziranga.

## Personnalité
- Simon Fraser Hannay (1801-1861), officier et explorateur, y est mort.